# 弥高山 (倉敷市)
弥高山（やたかやま）は、岡山県倉敷市玉島地域穂井田地区にある山岳である。標高298m。

## 概要
倉敷市の真備町呉妹地区と玉島穂井田地区に跨がっており、真備町が倉敷市に編入合併される2005年までは市町境があった。国土地理院の地図によれば、山頂は玉島陶に所在し、標高298mである。しかし、二等三角点（弥高山）は、弥高山の山頂の北側の頂、標高307.32mの箇所に設置されており、弥高山山頂よりも高い位置に存在している。また、この二等三角点の設置されている箇所は玉島服部に属している。また、西側に倉敷市と小田郡矢掛町との境界がある。
北側の峰続きに、中世に山城（猿掛城）築かれた猿掛山がある。